# Chlidanthus fragrans
Chlidanthus fragrans là một loài thực vật có hoa trong họ Amaryllidaceae. Loài này được Herb. mô tả khoa học đầu tiên năm 1821.

## Hình ảnh

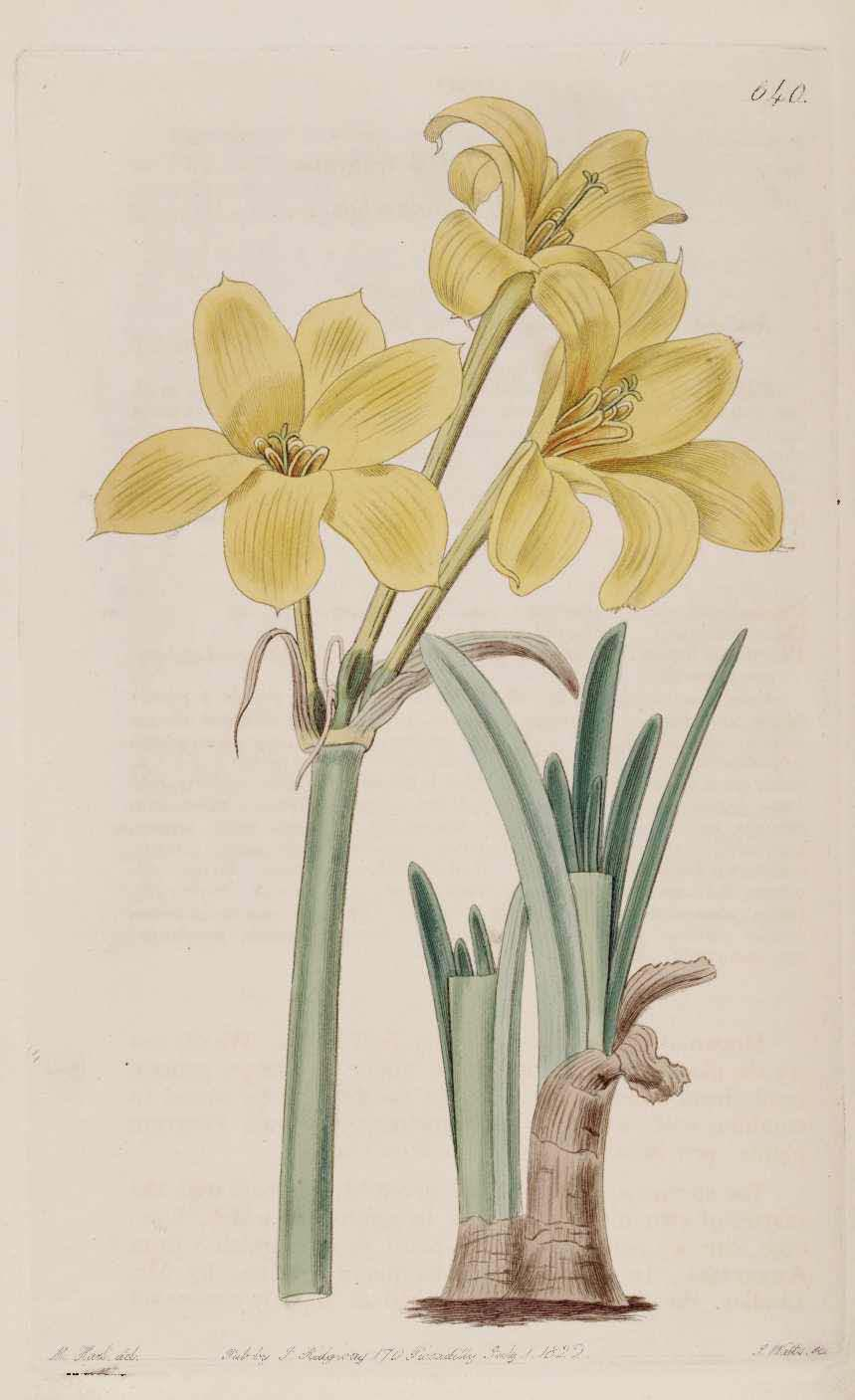